# Sainte-Eulalie (Aude)
Sainte-Eulalie è un comune francese di 532 abitanti situato nel dipartimento dell'Aude nella regione dell'Occitania.

## Società

### Evoluzione demografica
Abitanti censiti